# نيجيما ياي
نيجيما ياي (新 島 八 重، ولدت باسم ياماموتو ياي Yamamoto Yae (山 本 八 重)؛ (1 ديسمبر 1845 - 14 يونيو 1932)، ومعروفة أيضًا باسم ياماموتو ياكو (山 本 八 重 子). محاربة يابانية في فترة إيدو المتأخرة. عاشت مابين فترة إيدو المتأخرة وفترة شوا المبكرة.وكانت ماهرة في استخدام المدفعية، ساعدت في الدفاع عن أيزو خلال حرب بوشين، وكسبت لقب «باكوماتسو جون دارك». عملت ياي كممرضة خلال الحرب الروسية اليابانية والحرب الصينية اليابانية، وأصبحت أول امرأة تحصل على وسام لخدمة البلاد من خارج البيت الامبراطوري في اليابان بعد فترة اصلاحية ميجي.
اشتهرت ياي بكونها زوجة جوزيف هاردي نيشيما وهو مؤسس مدرسة دوشيشا الإنجليزية في عام 1875، وبمساعدة من المجموعة التبشيرية الأمريكية أليس ج. ستاركويذر، الذين شاركوا في تأسيس مدرسة دوشيشا للبنات بعد عام.

## حياتها
كانت ياماموتو ياي ابنة ياماموتو جونباتشي، وهو ساموراي وأحد مدربي المدفعية الرسميين في منطقة أيزو، وزوجته ساكو. ادعت عائلتها انها تنتسب من نسل مسؤول عشيرة تاكيدا ياماموتو كانسوكي. في عام 1865، تزوجت من شونوسكي كاواساكي عالم رانقكو من مقاطعة ايزوشي.

### حرب بوشين
كانت ياي ماهرة في القتال بالمدفعية، وهو أمر غير معتاد للغاية بالنسبة للنساء في فترة باكوماتسو. شاركت في الدفاع عن أيزو عندما اندلعت حرب بوشين في عام 1868. خلال معركة أيزو، قاتلت ضد حكومة ميجي وقوات التحالف، حين دافعت عن قلعة أيزواكاماتسو باستخدام بندقية كاربين سبنسر مع محاربي أيزو الآخرين.
بعد استسلام منطقة أيزو، لجأت ياكو إلى محافظة يونيزاوا في Yonezawa ، يونيزاوا وبقيت هناك لمدة عام واحد فقط. انفصلت ياي عن وزوجها بعد هزيمة أيزو، حيث أصبح زوجها شونوسكي أسير حرب. تم طلاق الاثنان في عام 1871.

## في كيوتو
في عام 1871، سافرت إلى كيوتو للبحث عن شقيقها ياماموتو كاكوما، الذي قضى سنوات كسجين حرب في حجز عشيرة ساتسوما. عند وصولها إلى كيوتو، تم تعيين ياي كمدربة بديلة في مدرسة كيوتو النسائية (جا ) بناء على توصية من شقيقها كاكوما، الذي كان يعمل مستشارًا لحكومة محافظة كيوتو في ذلك الوقت.
بينما كانت ياكو تعمل في مدرسة النساء، تعرفت على مدرب سادو من منزل أوراسنكي. من خلال تفاعلهم، تمكنت ياكو من التعرف على مراسم فن الشاي الياباني. وحصلت على لقب معلمة فن الشاي في عام 1894 وأصبحت معلمة فن الشاي من تقاليد أورانسكي، مع الا سم الفني نيجيما سوتشوكو (新島宗竹) . خلال فترة عملها في المدرسة، تعرفت أيضًا على مدرب كادي من منزل ايكينوبو. حصلت على شهادة لممارسة تنسيق الزهور من ايكينوبو عام 1896.
طوال أوائل سبعينيات القرن التاسع عشر، بقيت ياكو في كيوتو، وأصبحت مسيحية بعد أن التقت القس جوزيف هاردي نيشيما، الذي كان يزور شقيقها كاكوما عندما كان في أيزو. كان نشيميا من الساموراي السابقين الذين أمضوا عشر سنوات في الولايات المتحدة من 1864-1874 لمتابعة التعليم العالي. ثم عاد إلى اليابان عام 1874، وكان في طور بناء مدرسة غربية تروج للمسيحية. ومع ذلك، تمت معارضة المفهوم بشدة من قبل البوذيين والشنتويين في كيوتو، الذين قدموا العديد من الشكاوى إلى حكومة المحافظة.
تمت خطبة ياكو ونشيما بعد فترة وجيزة من عودته إلى اليابان، في أكتوبر 1875. بعد ذلك بوقت قصير، تم فصل ياكو من منصبها في مدرسة النساء بعد ضغوط من الحكومة. بالتعاون مع نيشيما وكاكوما، تطوعت ياكو للمساعدة في إدارة المدرسة الجديدة التي أسسها نيشيما. لعبت دورًا أساسيًا في تأسيس مدرسة دوشيشا الأنجليزية وتطورها اللاحق.

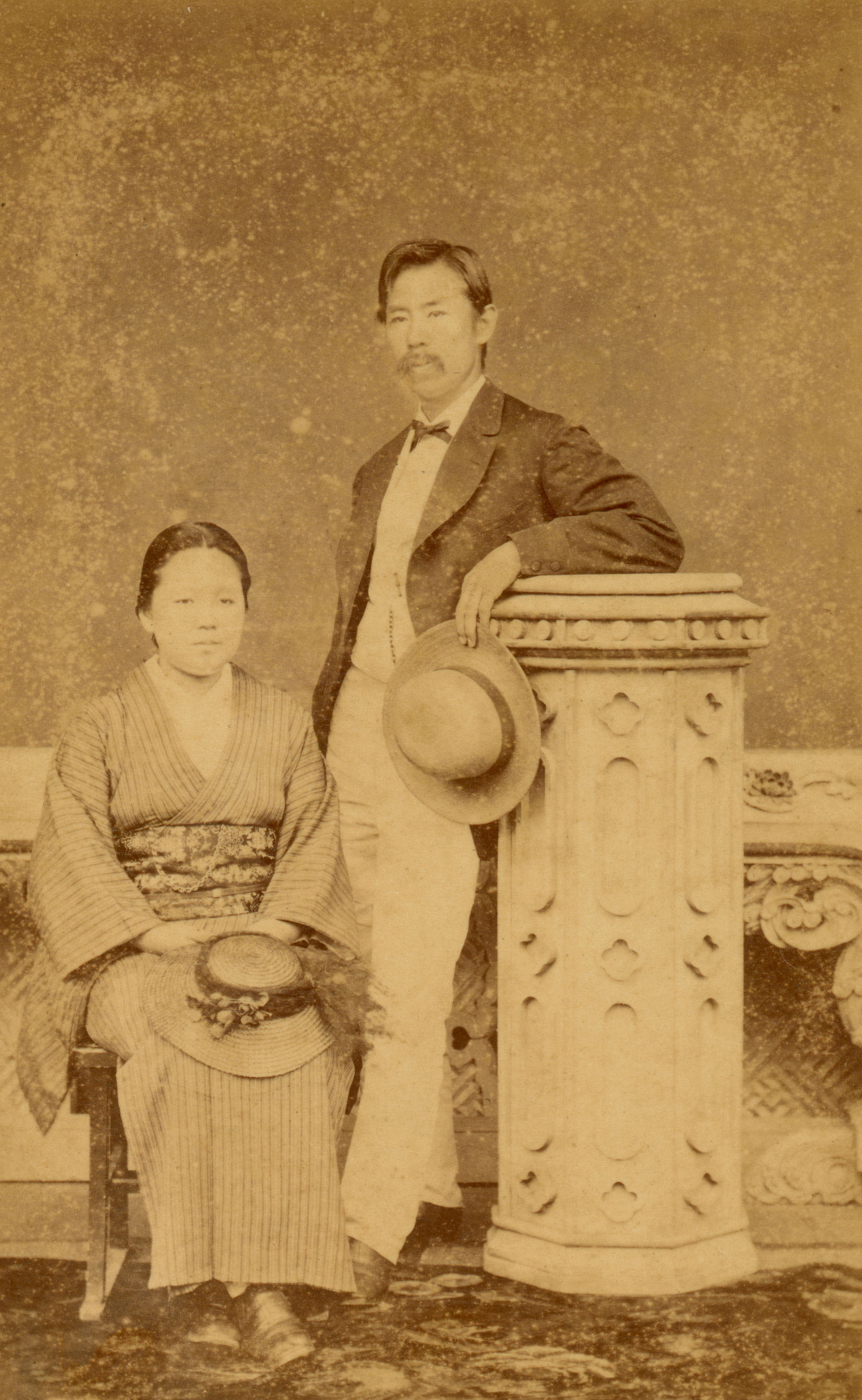
ياماموتو ياي و وجوزيف هاردي نيشيما

تزوجت ياكو بنيشيما في 3 يناير 1876. بما أن نيشيما قد تلقى تعليمه في الولايات المتحدة، فقد كان أيضًا مؤمنًا بحقوق المرأة. افتتحت ياكو، بمساعدة من المجموعة التبشيرية الأمريكية أليس ج. ستاركويذر، مدرسة جوشيجوكو (مدرسة البنات الصغيرات) في المقر السابق لعائلة ياناقيهارا. تم تغيير اسم مدرسة الفتيات لاحقًا إلى مدرسة دوشيشا الفرعية للبنات ثم إلى مدرسة دوشيشا للبنات في عام 1877.
في حين كون شخصية ياي تتناقض مع المعايير الاجتماعية في فترة إيدو اليابانية تعتبر المعاملة التي قدمها نيشيما تجاه ياي علامة على الفظاظة من قبل ياي، وبالتالي تعرضت لانتقادات بأنها «زوجة سيئة» من قبل المجتمع الياباني طوال زواجهما. على عكس الأزواج اليابانيين التقليديين، كان نيشيما وياي ودودين مع بعضهما البعض. وأشاد بأسلوب حياتها كـ «رائعة» في رسالته للأصدقاء في الولايات المتحدة.

## حياتها المهنية الأخيرة

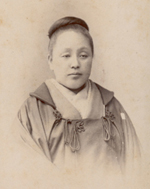
نيجيما ياي

بعد وفاة نيشيما المفاجئة في 23 يناير 1890، بدأت ياكو وزملاؤها في مدرسة دوشيشا بالتدريج. لم يتم استقبال طلاب دوشيشا من قبائل ساتسوما وتشوتو بحرارة من قبلها، حيث انهم هاجموا أيزو خلال حرب بوشين.  في حياتها المهنية الأخيرة، حولت ياي تركيزها إلى التمريض وأصبحت عضوًا في الصليب الأحمر الياباني في 26 أبريل 1890. خلال الحرب الصينية اليابانية الأولى، انضمت إلى الجيش وقضت أربعة أشهر كممرضة في هيروشيما. قادت ياكو فريقًا من 40 ممرضة لرعاية الجنود المصابين أثناء العمل على تحسين الوضع الاجتماعي للممرضات المُدربات. وقد تم الاعتراف بجهودها من قبل الحكومة اليابانية، وحصلت على وسامها الأول من التاج الثمين في عام 1896.

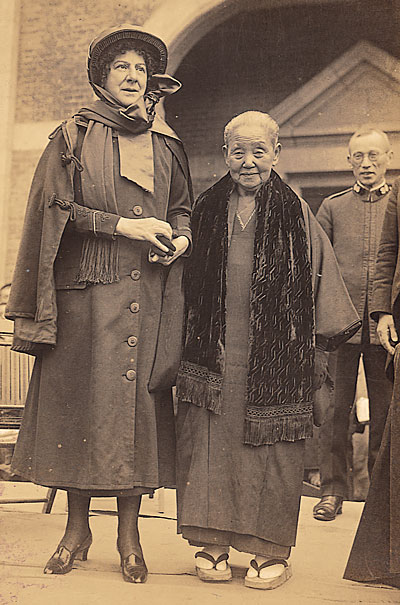
نيجيما ياي (يمين) في سنواتها الأخيرة مع إيفانجلين بوث ، الجنرال في جيش الإنقاذ (يسار)، في نوفمبر 1929

بعد الحرب الصينية اليابانية الأولى، عملت ياكو كمدربة في مدارس التمريض. عندما اندلعت الحرب الروسية اليابانية في عام 1904، انضمت إلى الجيش مرة أخرى وعملت كممرضة متطوعة في مستشفى الجيش الإمبراطوري الياباني في أوساكا لمدة شهرين. لهذه الخدمة تلقت وسامها الثاني من التاج الثمين.  حصلت أيضًا على كأس فضي في حفل افتتاح الإمبراطور شوا في عام 1928 لالتزامها الشامل تجاه البلاد.

## موتها

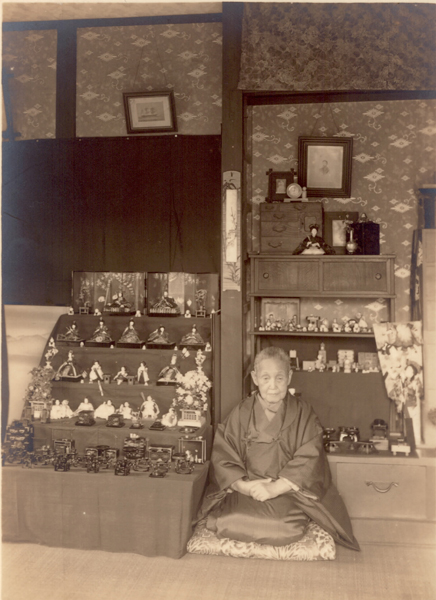
نيجيما ياي في 3 مارس 1932 ، قبل وفاتها بثلاثة أشهر

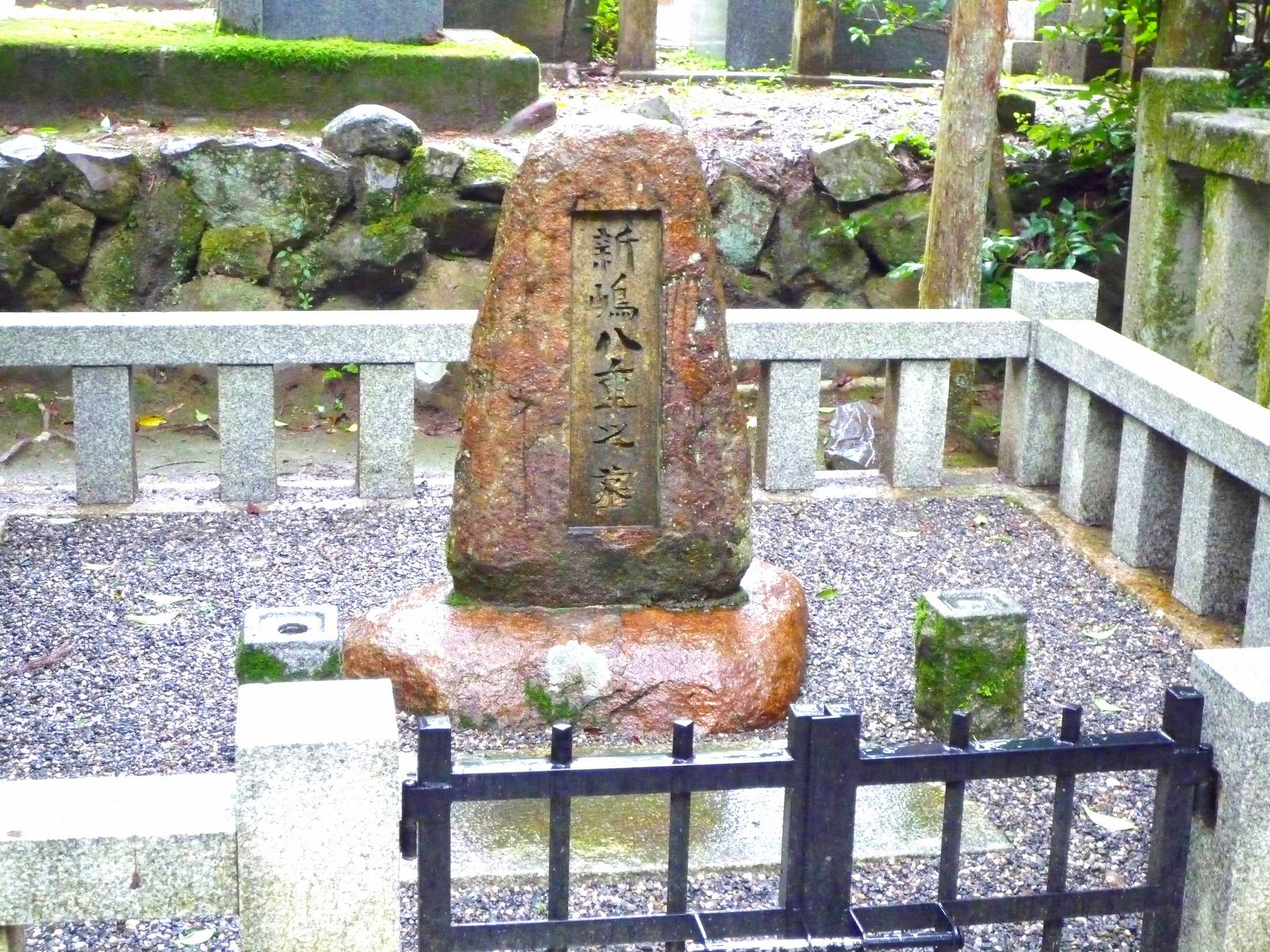
قبر نيجيما ياي في مقبرة دوشيشا

في حين أن ياكو لم تحمل بأي أطفال من زواجها، إلا أنها تبنت ثلاثة أطفال من يونيزاوا ومع ذلك لم يكونوا على وفاق. في سنواتها الأخيرة، حافظت على إقامتها في شارع تيراماتشي في كيوتو حتى توفيت في 14 يونيو 1932 عن عمر يناهز 86 عامًا. تكفلت جامعة دوشيشا بجنازتها.و يقع قبرها في مقبرة دوشيشا في ساكيو كو ، كيوتو.

## مراتب الشرف
- وسام التاج الثمين من الدرجة السابعة [2]

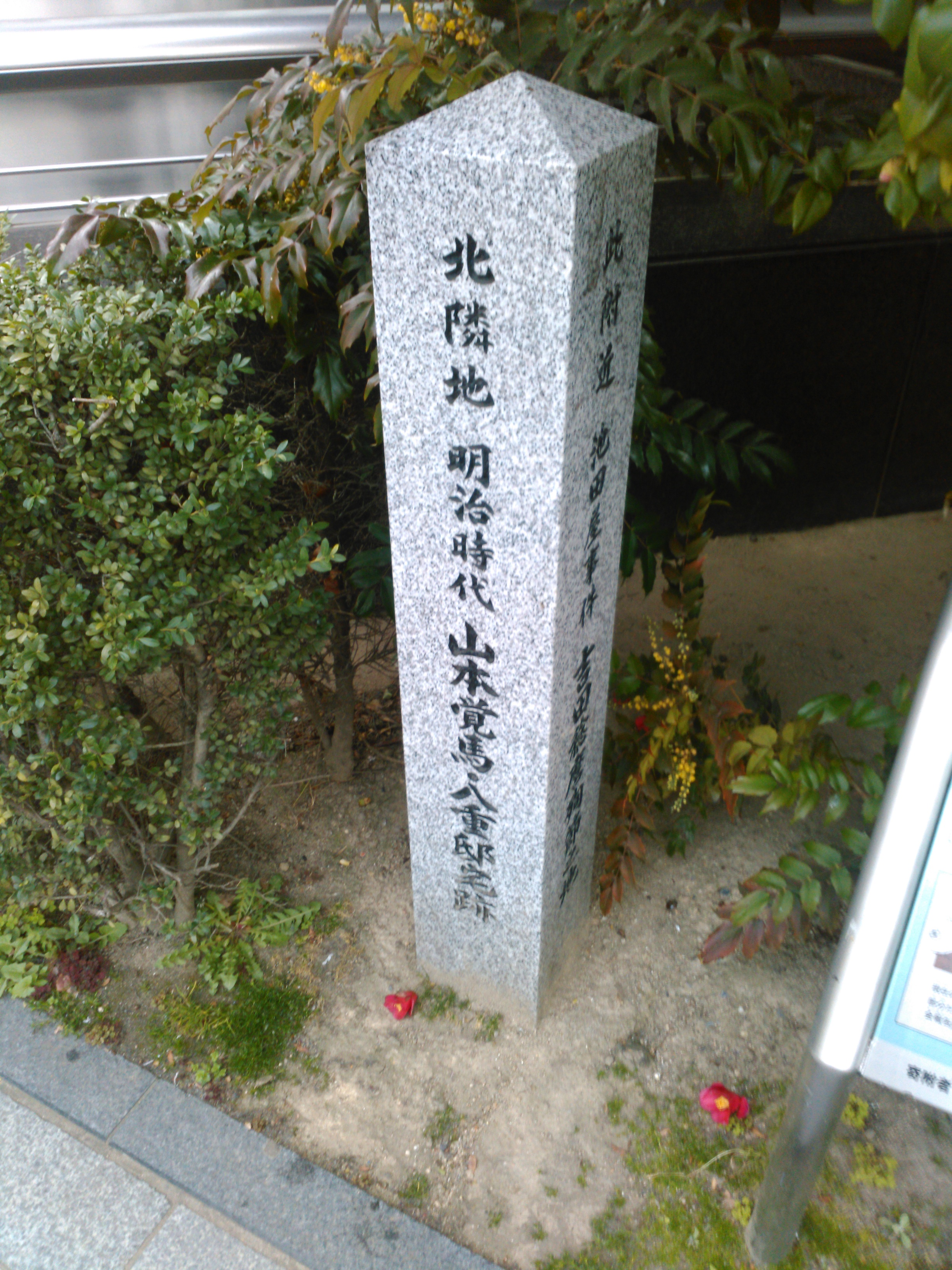
نصب الإقامة التذكاري لنيجيما ياي ياماموتو كاكوما

- وسام التاج الثمين من الدرجة السادسة

## في الثقافة الشعبية
نيجيما ياي هي شخصية تاريخية شهيرة في اليابان، وظهرت في العديد من القصص، والرسوم الهزلية (المانجا)، والبرامج التلفزيونية.
قصص

- سلسلة نيجيما ياي

- آيزو أونا سينكي (1978) (ردمك 4480802304)
- نيجيما جو إلى سونو تسوما (1978) (ردمك 4103487011)
- امرأة رائعة، سايقو نو إينوري(2012) (ردمك 978-4480804457)

- ميتسوغو ساوتومي، ميجي نو كيماي (1990) (ردمك 978-4404017932)

مانغا
- ياي نو ساكورا، (2013) (ردمك 978-4-08-870674-0) ، نشرت من قبل Shueisha . القصة كتبها ياماموتو موتسومي، ورسم العمل الفني تاكيمورا يوهي.

تلفزيون

- دراما بياككوتاي 2007 (ja ) بواسطة TV Asahi ، اداء ناكاجوشي نوريكو.
- ياي نو ساكورا، دراما NHK taiga 2013.

ألعاب

- تيكمو كوي، توكيدن (2013)

## روابط خارجية
- Boller، Paul F. (1947)، The American Board and the Doshisha, 1875–1900، New Haven: Yale University Press
- Suzuki، Yukiko (1998)، 闇はわれを阻まず-山本覚馬伝، Tokyo: Shogakukan، ISBN:978-4093792158
- Shiba، Gorō (1999)، Remembering Aizu: The Testament of Shiba Gorō، Honolulu: University of Hawaii Press
- Asakura، Yuu (2012)، 川崎尚之助と八重―一途に生きた男の生涯، Tokyo: Chido Publishing، ISBN:978-4886642455